# Blur (album)
Blur je páté studiové album stejnojmenné britské skupiny. Album se dostalo na vrchol britského albového žebříčku. Nejznámější píseň z alba je Song 2, která se dočkala nespočtu coververzí a dostala se na druhé místo britské singlové hitparády.
Na albu částečně opustili pro ně tak typický Britpop a vrhli se do vod Alternativní rocku.

## Seznam písní
1. "Beetlebum" – 5:04
2. "Song 2" – 2:02
3. "Country Sad Ballad Man" – 4:50
4. "M.O.R." – 3:27
5. "On Your Own" – 4:26
6. "Theme from Retro" – 3:37
7. "You're So Great" – 3:35
8. "Death of a Party" – 4:33
9. "Chinese Bombs" – 1:24
10. "I'm Just a Killer for Your Love" – 4:11
11. "Look Inside America" – 3:50
12. "Strange News from Another Star" – 4:02
13. "Movin' On" – 3:44
14. "Essex Dogs" – 8:08

Japonská bonusová píseň
15. "Dancehall"